# Britta Johansson Norgren
Britta Johansson Norgren (* 30. März 1983 in Bälinge, Gemeinde Uppsala) ist eine ehemalige schwedische Skilangläuferin.

## Werdegang
Britta Johansson Norgren lebt in Östersund und startete für Sollefteaa SK. 2001 debütierte sie in Garphyttan über 5 Kilometer als 22. in einem FIS-Rennen. Bei den Juniorenweltmeisterschaften in Schonach wurde sie Zehnte im Sprint. Im November 2002 gewann sie mit einem FIS-Sprint in Tynderoe ihr erstes Rennen. Bei den Juniorenweltmeisterschaften 2003 in Sollefteå erreichte sie im Sprint den achten und über 5 Kilometer den 25. Rang. Gegen Ende der Saison wurde sie in Borlaenge erstmals in einem Weltcup-Sprint eingesetzt und wurde 29. Bei den nationalen Titelkämpfen 2004 in Skellefteå gewann sie im Sprint die Silbermedaille hinter Emelie Öhrstig. Nach einer längeren Schwächephase wurde Johansson Norgren in der Saison 2005/06 wieder häufiger im Weltcup eingesetzt und qualifizierte sich auch für die Olympischen Spiele von Turin. Hier wurde sie 15. in der Verfolgung, Elfte im Zehn-Kilometer-Rennen, Vierte mit der Staffel, 13. im Sprint und 28. im 30-Kilometer-Rennen. Nach den Spielen erreichte sie beim Weltcup in Sapporo mit Anna-Karin Strömstedt im Teamsprint mit einem dritten Platz die erste Podiumsplatzierung. Zum Abschluss der Saison gewann sie bei den nationalen Titelkämpfen den Titel im Sprint und wurde Zweite über 10 und Vierte über 30 Kilometer.
Zu Beginn der Saison 2006/07 wurde sie im Teamsprint von Düsseldorf Zweite. Die Platzierung erreichte sie erneut mit der Staffel in La Clusaz. In Davos gewann sie kurz vor den Nordischen Skiweltmeisterschaften 2007 mit der schwedischen Staffel ihr erstes Weltcuprennen. Doch verpasste sie eine Medaille sowohl mit der Staffel als auch im Teamsprint bei den Weltmeisterschaften im japanischen Sapporo als jeweils Viertplatzierte. Im Sprint wurde sie 26., in der Verfolgung über 15 Kilometer 27. und im Massenstartrennen über 30 Kilometer kam sie als 32. ins Ziel. Zu Beginn der Saison 2007/08 gewann sie in Düsseldorf zusammen mit Charlotte Kalla einen Weltcup-Team-Sprint. Bei den nordischen Skiweltmeisterschaften 2009 in Liberec wurde Norgren wegen eines überhöhten Hämoglobinwerts mit einer fünftägigen Schutzsperre belegt. Trotzdem gewann sie mit der schwedischen Langlaufstaffel die Bronzemedaille. Im Sprint schied sie als 38. in der Qualifikation aus. Den 52. Platz im 15-km-Verfolgungsrennen und den 29. Platz über 10 km Freistil erreichte sie bei den Olympischen Winterspielen 2010 in Vancouver. Bei den nordischen Skiweltmeisterschaften 2011 in Oslo gewann sie Silber mit der Staffel und wurde 31. im Massenstartrennen über 30 Kilometer. Bei den Olympischen Winterspielen 2014 in Sotschi erreichte sie den 39. Rang im 15 km Skiathlon und den 14. Platz im Sprint. Im März 2014 belegte sie den zweiten Platz beim Wasalauf und den dritten Rang beim Årefjällsloppet. In der Saison 2014/15 siegte sie beim König-Ludwig-Lauf und errang beim Wasalauf den zweiten Platz. Zum Saisonende wurde sie Dritte in der Gesamtwertung der Ski Classics. In der folgenden Saison gewann sie beim Isergebirgslauf, beim La Diagonela, beim Marcialonga und beim Toblach–Cortina. Zudem wurde sie beim La Sgambeda und beim Wasalauf jeweils Zweite und gewann damit die Gesamtwertung der Ski-Classics. Im Sommer 2016 triumphierte sie im Rollerski-Weltcup in Sollefteå jeweils im 16-km-Massenstartrennen und über 18 km Freistil. Nach Platz beim Ski Classics Prologrennen in Pontresina, siegte sie beim La Sgambeda, beim Wasalauf und beim Årefjällsloppet. Zudem gewann sie wie im Vorjahr den Tjejvasan. Beim Kaiser-Maximilian-Lauf wurde sie Dritte und jeweils Zweite beim La Diagonela, beim Marcialonga, beim Toblach–Cortina, beim Isergebirgslauf, beim Birkebeinerrennet und beim Ylläs–Levi und gewann damit erneut die Ski Classics-Gesamtwertung. Im April 2017 gewann sie den Fossavatnsgangan über 50 km klassisch. In der Saison 2017/18 triumphierte sie beim La Sgambeda, Kaiser-Maximilian-Lauf, La Diagonela, Marcialonga, Toblach–Cortina und beim Isergebirgslauf. Zudem wurde sie beim Ylläs–Levi und beim Tjejvasan jeweils Zweiter und gewann zum dritten Mal in Folge die Ski Classics-Gesamtwertung.
In der folgenden Saison triumphierte Norgren beim Prolog in Livigno über 28 km klassisch, beim Kaiser-Maximilian-Lauf, Marcialonga und beim Wasalauf. Beim Birkebeinerrennet wurde sie Zweite und beim La Diagonela, Isergebirgslauf, Engadin Skimarathon und beim Ylläs–Levi jeweils Dritte und gewann damit erneut die Ski Classics-Gesamtwertung. Nach Platz eins beim Prolog in Livigno zu Beginn der Saison 2019/20, wurde sie beim La Venosta und Kaiser-Maximilian-Lauf. Es folgten Siege beim Toblach–Cortina und Isergebirgslauf und Rang zwei beim Wasalauf. Zudem gewann sie erneut den Tjejvasan und zum Saisonende die Gesamtwertung der Ski Classics. Auch in der Saison 2021/22 gewann sie mit Siegen beim Pustertaler Ski-Marathon, La Venosta Time Trial, Tartu Maraton und Ylläs–Levi die Gesamtwertung der Ski Classics.

## Erfolge

### Weltcupsiege im Team
| Nr. | Datum            | Ort        | Disziplin                        |
| --- | ---------------- | ---------- | -------------------------------- |
| 1.  | 4. Februar 2007  | Davos      | 4 × 5 km Staffel 1               |
| 2.  | 28. Oktober 2007 | Düsseldorf | 6 × 0,8 km Teamsprint Freistil 2 |

### Siege bei Rollerski-Weltcuprennen
| Nr. | Datum          | Ort       | Disziplin                   |
| --- | -------------- | --------- | --------------------------- |
| 1.  | 6. August 2016 | Sollefteå | 16 km klassisch Massenstart |
| 2   | 7. August 2016 | Sollefteå | 18 km Freistil              |

### Siege bei Worldloppet-Cup-Rennen
| Nr. | Datum           | Ort                          | Rennen      | Disziplin                     |
| --- | --------------- | ---------------------------- | ----------- | ----------------------------- |
| 1.  | 31. Januar 2016 | Val di Fiemme / Val di Fassa | Marcialonga | 70 km klassisch Massenstart 3 |

### Siege bei Ski-Classics-Rennen
| Nr. | Datum            | Ort                          | Rennen                   | Disziplin                     |
| --- | ---------------- | ---------------------------- | ------------------------ | ----------------------------- |
| 1.  | 1. Februar 2015  | Oberammergau                 | König-Ludwig-Lauf        | 46 km klassisch Massenstart   |
| 2.  | 10. Januar 2016  | Bedřichov                    | Isergebirgslauf          | 50 km klassisch Massenstart   |
| 3.  | 23. Januar 2016  | Zuoz                         | La Diagonela             | 55 km klassisch Massenstart   |
| 4.  | 31. Januar 2016  | Val di Fiemme / Val di Fassa | Marcialonga              | 70 km klassisch Massenstart 4 |
| 5.  | 13. Februar 2016 | Toblach                      | Toblach–Cortina          | 32 km klassisch Massenstart   |
| 6.  | 3. Dezember 2016 | Livigno                      | La Sgambeda              | 30 km klassisch Massenstart   |
| 7.  | 5. März 2017     | Sälen–Mora                   | Wasalauf                 | 90 km klassisch Massenstart   |
| 8.  | 25. März 2017    | Vålådalen–Åre                | Årefjällsloppet          | 55 km klassisch Massenstart   |
| 9.  | 2. Dezember 2017 | Livigno                      | La Sgambeda              | 35 km klassisch Massenstart   |
| 10. | 13. Januar 2018  | Seefeld in Tirol             | Kaiser-Maximilian-Lauf   | 60 km klassisch Massenstart   |
| 11. | 20. Januar 2018  | Zuoz                         | La Diagonela             | 65 km klassisch Massenstart   |
| 12. | 28. Januar 2018  | Val di Fiemme / Val di Fassa | Marcialonga              | 70 km klassisch Massenstart   |
| 13. | 3. Februar 2018  | Toblach                      | Toblach–Cortina          | 50 km klassisch Massenstart   |
| 14. | 18. Februar 2018 | Bedřichov                    | Isergebirgslauf          | 50 km klassisch Massenstart   |
| 15. | 2. Dezember 2018 | Livigno                      | Prolog                   | 28 km klassisch               |
| 16. | 12. Januar 2019  | Seefeld in Tirol             | Kaiser-Maximilian-Lauf   | 40 km klassisch Massenstart   |
| 17. | 27. Januar 2019  | Val di Fiemme / Val di Fassa | Marcialonga              | 70 km klassisch Massenstart   |
| 18. | 3. März 2019     | Sälen–Mora                   | Wasalauf                 | 90 km klassisch Massenstart   |
| 19. | 1. Dezember 2019 | Livigno                      | Prolog                   | 35 km klassisch               |
| 20. | 1. Februar 2020  | Toblach                      | Toblach–Cortina          | 42 km klassisch Massenstart   |
| 21. | 9. Februar 2020  | Bedřichov                    | Isergebirgslauf          | 50 km klassisch Massenstart   |
| 22. | 8. Januar 2022   | Sexten                       | Pustertaler Ski-Marathon | 62 km klassisch Massenstart   |
| 23. | 15. Januar 2022  | Vinschgau                    | La Venosta Time Trial    | 10 km klassisch Massenstart   |
| 24. | 20. Februar 2022 | Otepää                       | Tartu Maraton            | 63 km klassisch Massenstart   |
| 25. | 9. April 2022    | Äkäslompolo-Levi             | Ylläs–Levi               | 70 km klassisch Massenstart   |

### Sonstige Siege bei Skimarathon-Rennen
- 2016, 2017, 2019, 2020, 2022 Tjejvasan, 30 km klassisch
- 2017 Fossavatnsgangan, 50 km klassisch

## Teilnahmen an Weltmeisterschaften und Olympischen Winterspielen

### Olympische Spiele
- 2006 Turin: 4. Platz Staffel, 11. Platz 10 km klassisch, 13. Platz Sprint Freistil, 15. Platz 15 km Skiathlon, 28. Platz 30 km Freistil Massenstart
- 2010 Vancouver: 29. Platz 10 km Freistil, 52. Platz 15 km Skiathlon
- 2014 Sotschi: 14. Platz Sprint Freistil, 39. Platz 15 km Skiathlon

### Nordische Skiweltmeisterschaften
- 2007 Sapporo: 4. Platz Staffel, 4. Platz Teamsprint Freistil, 26. Platz Sprint klassisch, 27. Platz 15 km Skiathlon, 32. Platz 30 km klassisch Massenstart,
- 2009 Liberec: 3. Platz Staffel, 38. Platz Sprint Freistil
- 2011 Oslo: 2. Platz Staffel, 31. Platz 30 km Freistil Massenstart

## Platzierungen im Weltcup

### Weltcup-Statistik
Die Tabelle zeigt die erreichten Platzierungen im Einzelnen.
- 1.–3. Platz: Anzahl der Podiumsplatzierungen
- Top 10: Anzahl der Platzierungen unter den ersten zehn
- Punkteränge: Anzahl der Platzierungen innerhalb der Punkteränge
- Starts: Anzahl gelaufener Rennen in der jeweiligen Disziplin
- Hinweis: Bei den Distanzrennen erfolgt die Einordnung gemäß FIS.

| Platzierung         | Distanzrennen a | Distanzrennen a | Distanzrennen a | Distanzrennen a | Distanzrennen a | Skiathlon Verfolgung | Sprint | Etappen- rennen b | Gesamt | Team c | Team c  |
| Platzierung         | ≤ 5 km          | ≤ 10 km         | ≤ 15 km         | ≤ 30 km         | > 30 km         | Skiathlon Verfolgung | Sprint | Etappen- rennen b | Gesamt | Sprint | Staffel |
| ------------------- | --------------- | --------------- | --------------- | --------------- | --------------- | -------------------- | ------ | ----------------- | ------ | ------ | ------- |
| 1. Platz            |                 |                 |                 |                 |                 |                      |        |                   |        | 1      | 1       |
| 2. Platz            |                 |                 |                 |                 |                 |                      |        |                   |        | 1      | 2       |
| 3. Platz            |                 |                 |                 |                 |                 |                      |        |                   |        | 1      | 2       |
| Top 10              |                 | 1               |                 |                 |                 |                      | 10     |                   | 11     | 7      | 6       |
| Punkteränge         | 4               | 12              | 1               | 1               |                 | 12                   | 39     | 5                 | 74     | 8      | 8       |
| Starts              | 7               | 30              | 6               | 1               |                 | 23                   | 45     | 7                 | 119    | 8      | 8       |
| Stand: Karriereende |                 |                 |                 |                 |                 |                      |        |                   |        |        |         |

### Weltcup-Gesamtplatzierungen
| Saison  | Gesamt | Gesamt | Distanz | Distanz | Sprint | Sprint |
| Saison  | Punkte | Platz  | Punkte  | Platz   | Punkte | Platz  |
| ------- | ------ | ------ | ------- | ------- | ------ | ------ |
| 2002/03 | 2      | 102.   | -       | -       | 2      | 67.    |
| 2005/06 | 162    | 35.    | 76      | 36.     | 86     | 23.    |
| 2006/07 | 104    | 38.    | 4       | 80.     | 100    | 22.    |
| 2007/08 | 4      | 96.    | -       | -       | 4      | 73.    |
| 2008/09 | 214    | 30.    | 78      | 35.     | 136    | 16.    |
| 2009/10 | 134    | 50.    | 62      | 44.     | 52     | 42.    |
| 2010/11 | 240    | 32.    | 88      | 31.     | 90     | 24.    |
| 2011/12 | -      | -      | -       | -       | -      | -      |
| 2012/13 | 62     | 61.    | -       | -       | 62     | 32.    |
| 2013/14 | 181    | 36.    | 48      | 44.     | 85     | 26.    |